# ヴァッレ・モッソ
ヴァッレ・モッソ（伊: Valle Mosso）は、イタリア共和国ピエモンテ州ビエッラ県に存在した、人口約3,300人の基礎自治体（コムーネ）。
2019年1月1日にモッソとソプラーナとトリヴェーロと合併し、ヴァルディラーナの一部となった。

## 地理

### 位置・広がり
| コムーネ時代に隣接していたコムーネは以下の通り。 - ビオーリオ - カンピーリア・チェルヴォ - モッソ - ペッティネンゴ - ピエディカヴァッロ - ストローナ - トリヴェーロ - ヴァッランツェンゴ - ヴァッレ・サン・ニコラーオ - ヴェーリオ |

## 行政

### 分離集落
コムーネとしてのヴァッレ・モッソには、以下の分離集落（フラツィオーネ）があった。
Campore, Crocemosso, Falcero, Frignocca, Gallo, Orcurto, Ormezzano, Piana, Picco, Prelle, Premarcia, Simone, Torello